# Hexenkessel (Gefäß)

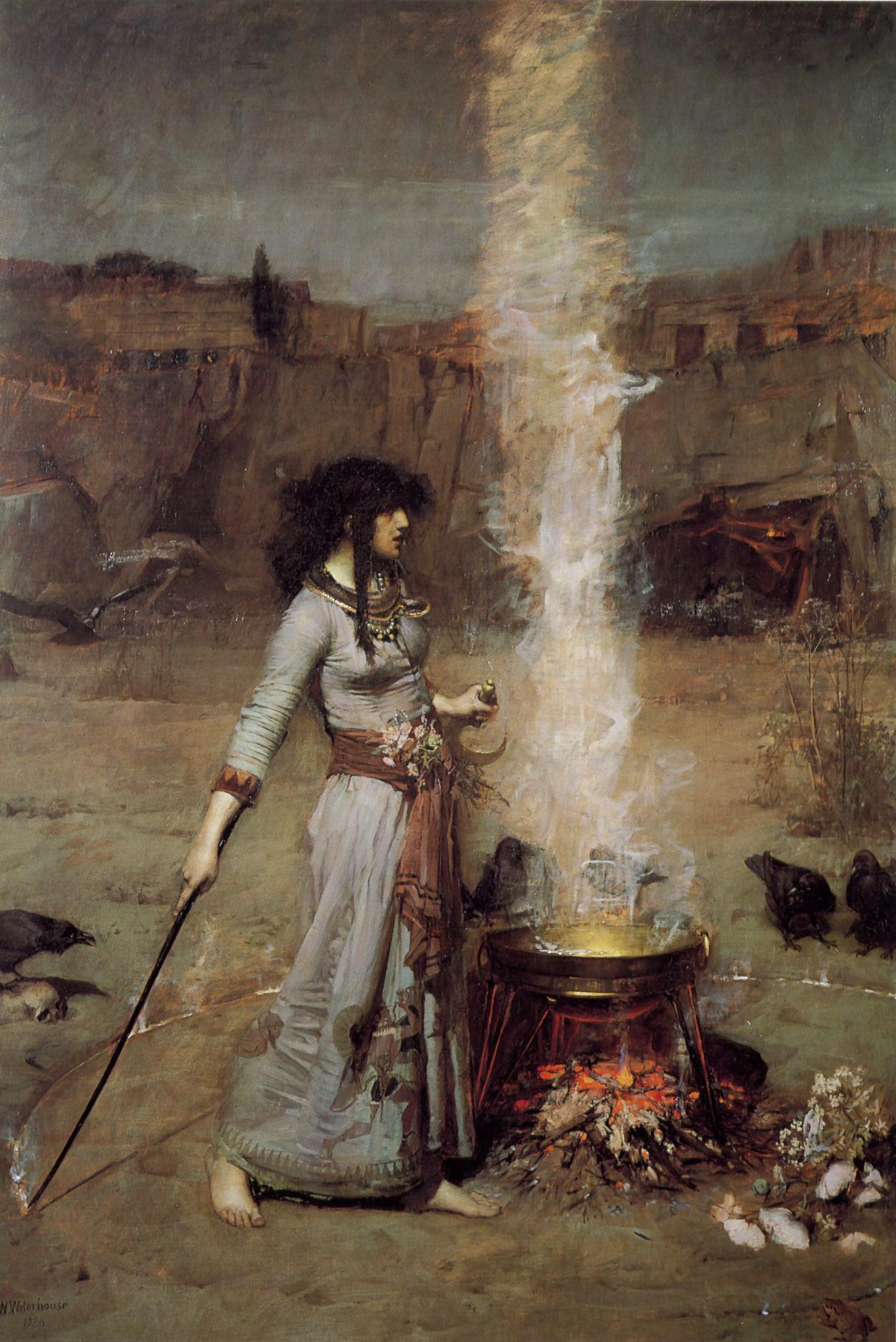
Darstellung des Hexenkessels im Symbolismus

Hexenkessel sind fiktive Gegenstände, die in der mythologischen Literatur, im Märchen und anderen Literaturformen auftreten können und zu den klassischen Attributen des Hexenbildes gerechnet werden. Seinen historischen Ursprung hat das Symbol der „magischen Kessel“ in Europa bei den Opfer- und Kultgefäßen der keltischen und germanischen Religion. Ihr Aussehen ähnelt oft großen, 5 bis 50 Litern fassenden Kochkesseln.

## Ursprünge und Vorbilder
Archäologische Funde von vorrömischen Bronzekesseln sind zahlreich, insbesondere von Kesseln, die aus rituellen Gründen in Mooren und Seen versenkt wurden. Der bekannteste Fund ist wohl der frühlatènezeitliche Kessel von Brå in Jütland (3. Jahrhundert vor Chr.) sowie der Kessel von Rynkeby auf Fünen. Beide Kessel sind mit Stiermotiven verziert. Mit Opferungsszenen verziert ist der bekannte Kessel von Gundestrup (Dänemark, 1. Jahrhundert v. Chr.).

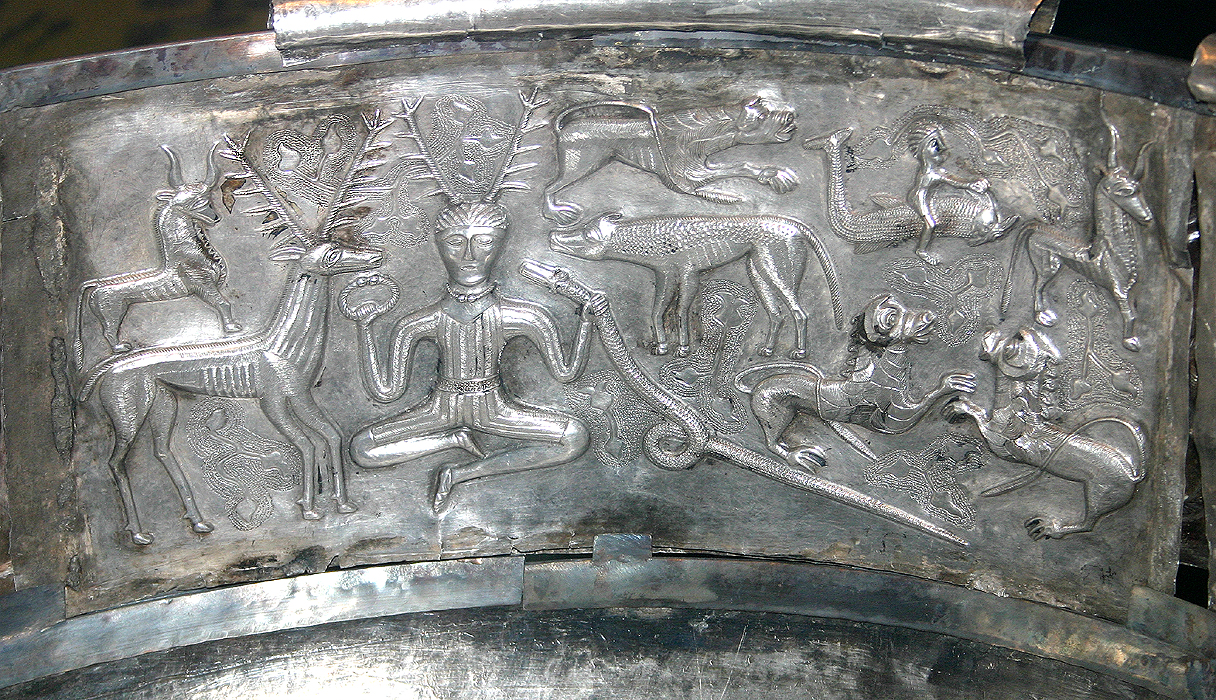
Kessel von Gundestrup

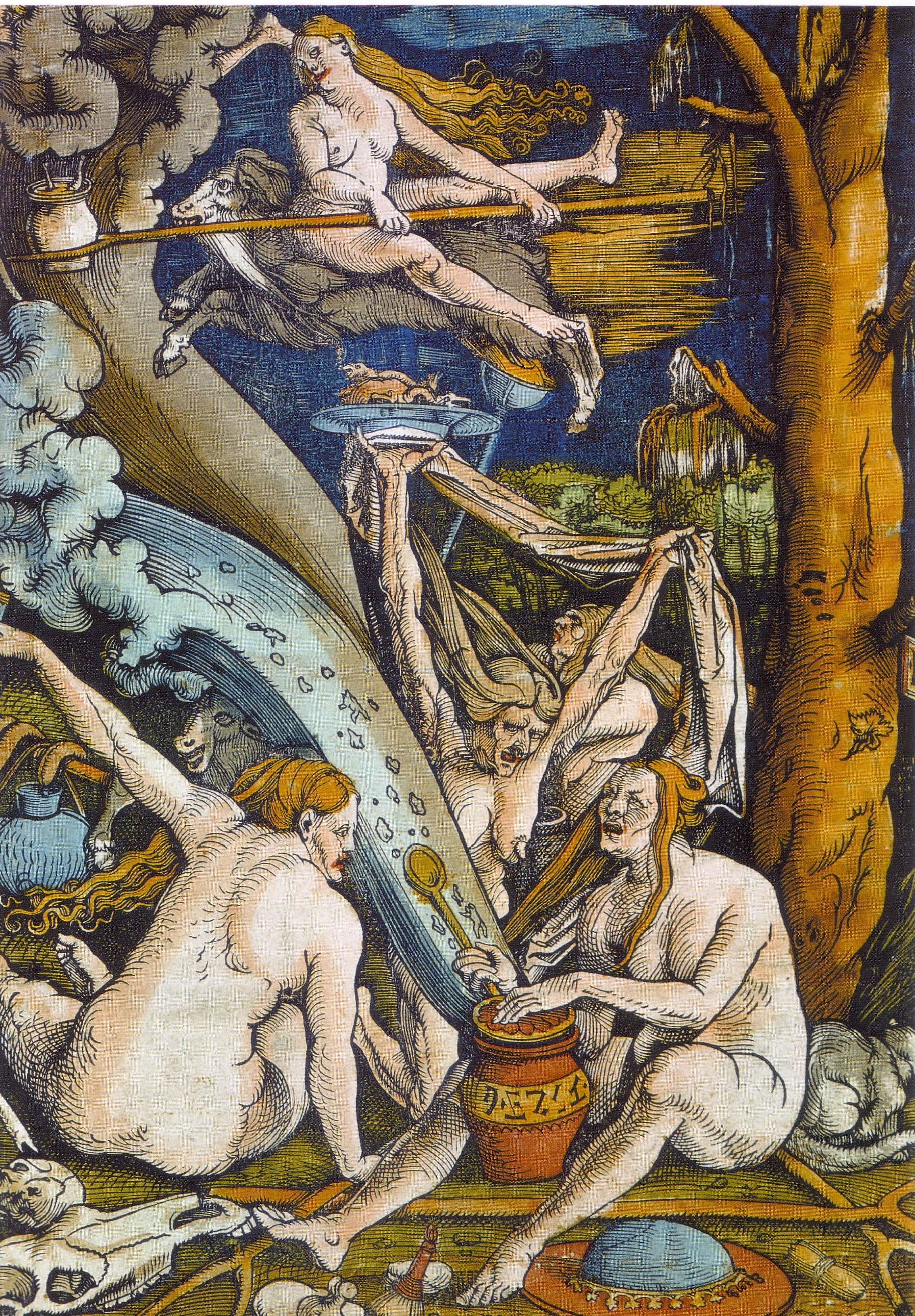
Hexen beim Schadenzauber mit uterinem Gefäß und Rührer (1508)

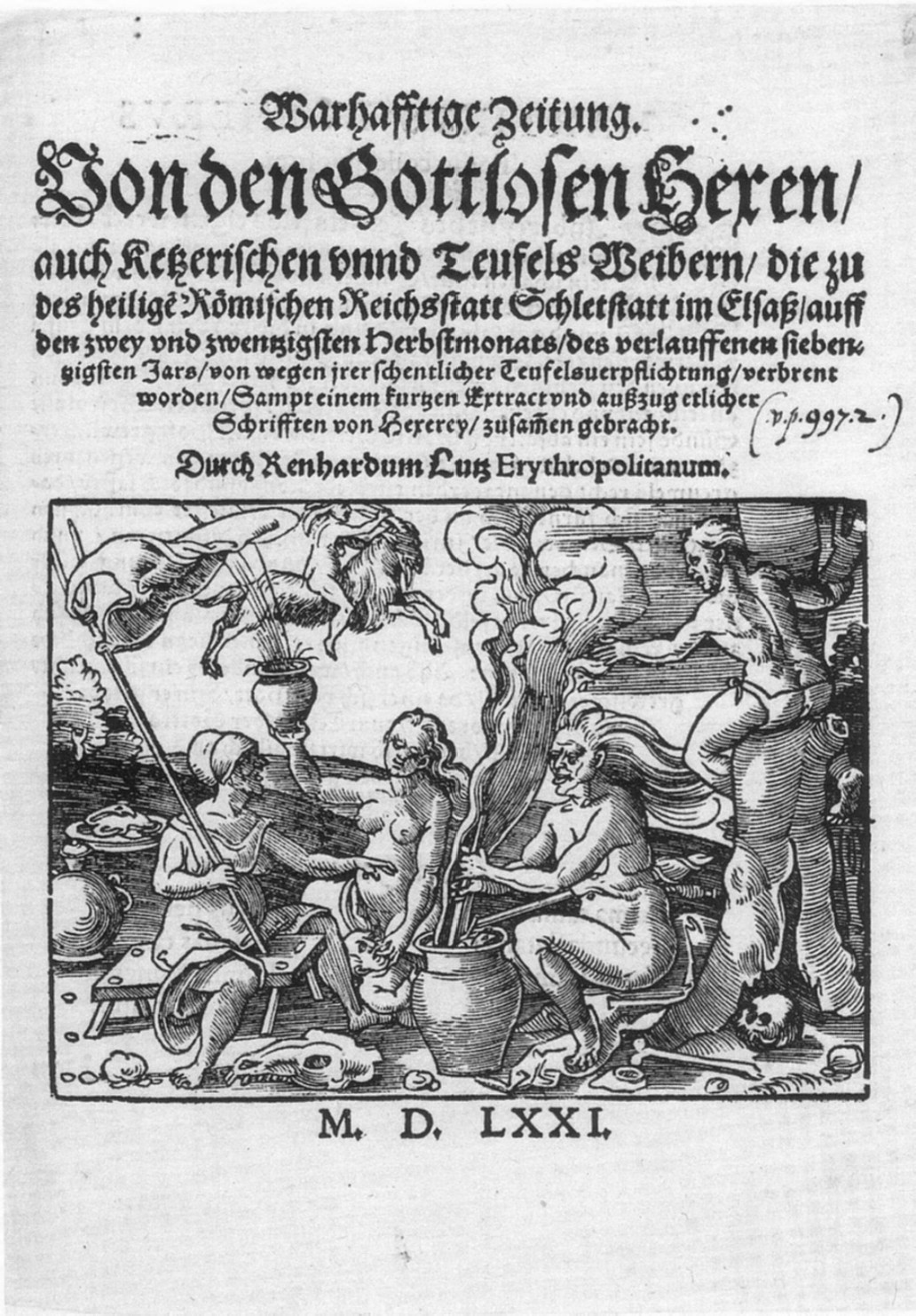
„Warhafftige Zeitung von den gottlosen Hexen“ (1571)

Einige nordgermanische oder inselkeltische Gestalten (z. B. der irische Manannán mac Lir oder der altnordische Ægir) werden ausdrücklich als Besitzer eines magischen Kessels beschrieben. Ein wichtiges mythisches Symbol ist der irische Kessel des Dagda, ein nie versiegendes, riesiges Gefäß. Es werden auch in der mythologischen Überlieferung Heil- und Zauberkessel genannt, so der Kessel des Cormac, der in Stücke zerbrechen soll, wenn drei Lügen über ihn gesprochen werden, der Kessel der Ceridwen, mit dem die Göttin einen Weisheitstrank für ihre Kinder braute, oder der Kessel des mythischen britannischen Königs Bran, mit dem er tote Krieger wieder zum Leben erweckte.
Der Kessel diente auch rituell der Opferung von Flüssigkeiten (Bier, Wein, Blut, Wasser), der sogenannten Libation, oder der Aufbewahrung und Verteilung religiöser Flüssigkeiten (gemeinschaftliches Füllen des Kessels, gemeinschaftliches Trinken aus einem Kessel).

## Deutung
Der Kessel wird als Symbol des lebenspendenden Uterus (uterines Symbol) angesehen; unterstrichen wird dies durch seinen Bezug zu Flüssigkeiten als Symbol des Urozeans, der Quellen und Flüsse. Viele rituelle Kessel sind mit Fluss- oder Meeresgottheiten (z. B. dem Meeresriesen Ægir) assoziiert. Durch diese lebenspendende Symbolik ist der magische Kessel auch mit dem Symbol des „Füllhorns“ verbunden.

Zur Fruchtbarkeitssymbolik kommen zwei weitere wichtige Aspekte: zuerst die Verwandlung des Inhalts eines besonderen Kessels in eine magische Flüssigkeit, d. h. die Übertragung der Eigenschaften des Kessels auf seinen Inhalt (Transmutation) wie zum Beispiel auch bei der Nutzung von menschlichen Schädeln als Trinkgefäße, wie sie auch im Sterbelied des Ragnar Lodbrok beschrieben sind (altisländisch bjúgviðir hausa, die ‚krummen Hölzer der Schädel‘ = Trinkhorn) als Symbol für die Übertragung der Lebenskraft vom Gefäß auf den Inhalt und schließlich auf den Trinkenden. Dieses Motiv des magischen Kessels findet sich auch in der Entwicklung der Gralslegende (altfranzösisch cors benoit ‚gesegneter Leib‘, d. h. ‚Leib Christi‘).

Der Kessel besitzt rituell auch den weiteren Aspekt der Vereinigung der daraus Trinkenden, d. h., durch gemeinschaftliches Trinken aus einem Kessel binden sich die Trinkenden aneinander, haben gemeinsam Teil an einer rituellen Einheit. Reste dieses Motivs finden sich bei der Verwendung von Trinkhörnern oder „Bierstiefeln“ bei gemeinschaftlichem Trinken seit dem 15. Jahrhundert, ebenso bei verschiedenen Hochzeitsritualen (im Judentum, Hinduismus) und im christlichen Gottesdienst (Taufgefäße, Messkelche).

## Das Hexenkessel-Motiv in der Literatur
- In der Oper Médée (1693) von Marc-Antoine Charpentier beschwört Medea die Geister der Unterwelt und bekommt von ihnen einen Hexenkessel gebracht. Der Kessel wird benötigt, weil darin ein Gift angerührt werden soll.
- In Shakespeares Stück Macbeth gehen die drei Schicksalsschwestern um einen Hexenkessel herum und werfen Ingredienzien wie Froschzehen, Fledermaushaar, Otterzungen, Eidechsenbeine, Wolfszahn, Schierlingswurzeln und anderes hinein. Nachdem alles fertiggekocht ist, folgt ein „Tanz um den Hexenkessel“ (4. Akt, 1. Szene).